# 土俵祭 (映画)
『土俵祭』（どひょうまつり）は、1944年（昭和19年）3月30日公開の日本映画である。大映京都製作。監督は丸根賛太郎、鈴木彦次郎の原作を前年『姿三四郎』でデビューしたばかりの黒澤明が脚色、主演は片岡千恵蔵。モノクロ、スタンダード、82分（ただし現存しているのは78分の短縮版）。配給は紅系。

## あらすじ
黒雲部屋に入門した竜吉は親方の娘・きよの提案で富士ノ山の四股名を名乗る。明治18年（1885年）、猛稽古の末、竜吉は初土俵を踏むが、勝利至上主義を標榜し竜吉を嫌う兄弟子・大綱のせいで、練習ができなくなる。見かねた関取・玉ケ崎の尽力で白玉部屋に移籍すると、白星を積み重ね、遂に入幕。大綱との因縁対決に臨む。

## スタッフ
（現存している短縮版にはクレジットが入っていない）
- 製作：浅野辰雄[1][2]
- 監督：丸根賛太郎[1][2][3][5][8]
- 原作：鈴木彦次郎[1][2][3][5]
- 脚本：黒澤明[1][2][3][5][8]
- 撮影：宮川一夫[1][2][3][8]
- 美術：角井平吉、川村鬼世志[1][2]
- 録音：藤谷徳蔵[1][2]
- 音楽：西梧郎[1][2][8]
- 助監督：宮川孝至[1][2]

## キャスト
（現存している短縮版にはクレジットが入っていない）
- 片岡千恵蔵 - 富士ノ山（龍吉）[1][2][3][5][8]
- 市川春代 - きよ[1][2][3][5]

　※当初は花柳小菊が配されていた。
- 羅門光三郎 - 玉ヶ崎（波右衛門）[1][2][5][8]
- 山口勇 - 大綱（萬五郎）[1][2][5][8]
- 岸井明 - 檣（鶴之助）[2][5][3][8][10]
- 大井正夫 - 黒雲親方[1][2][5][8]
- 葛木香一 - 白玉親方[1][2][8]
- 近松里子 - 君子[8]
- 原健策 - 江戸ッ子清吉[2][8]

## その他
監督の丸根は前作の『マリア・ルーズ號事件 奴隷船』という「あくどい娯楽映画」を監督したのち、次作として添田知道原作の作品の監督を務める予定であったが、急遽当作の監督を務めることとなり、内容を知らないままに「気持のいい娯楽映画」の監督を務めることとなった。この経緯から、企画の立ち上げや脚本の制作の過程において、丸根は関与していない。
脚本を執筆した黒澤は前年1943年に『姿三四郎』で監督デビューを果たしているが、これまでにも何本かの映画脚本を書いていた。黒澤によれば、助監督時代の給料が48円のところ大映からの脚本料は200円で、3本書けば助監督としての年間給料の総額を上回っていた。ところが、この黒澤の脚本は何らかの事情で改訂を余儀なくされ、その改訂作業は黒澤の仕事の都合により丸根自身が行うこととなった。具体的な改訂個所は不明だが、丸根は黒澤の書いた「独特の味」を削ぎやしないかと思いつつ、改訂作業にあたっていたという。
相撲の所作指導は、千恵蔵と親交のあった当時小結の輝昇が行った。